# Rechit
Rechit (auch Kiebitzvolk, Volk, Menge) bezeichnete bereits in der frühdynastischen Zeit Altägyptens ein im nördlichen Nildelta ansässiges Volk sowie ab dem Mittleren Reich die Gottheit Rechit. Die Herkunft der Rechit ist ungeklärt, da sie Anfang des dritten Jahrtausends v. Chr. noch nicht zum Volk der Ägypter gezählt wurden. Das Siedlungsgebiet erstreckte sich nach bisheriger Fundlage bis zum Grenzgebiet von Retjenu. Die Auswertung der frühen Inschriften auf Denkmälern ergab eine zunächst mythologisch vorgenommene Zuordnung als Nildeltabewohner, da alle „nördlichen Feinde Oberägyptens“ auch zu den „Qebehu-Bewohnern“ zählten.
Nach dem Zusammenbruch des Alten Reiches und der damit verbundenen Umwälzung sowie religiöser Neuorientierung erfuhr der Begriff „Rechit“ einen Bedeutungswandel. Anfang des Mittleren Reiches wurde der Name „Rechit“ auf eine neue Gottheit übertragen. Als eigenes Volk traten die Rechit jedoch nicht mehr in Erscheinung, vielmehr sahen die Ägypter insbesondere ab dem Neuen Reich im früheren Volk der Rechit eine Verknüpfung mit Horus. Die Volksbezeichnung Rechit und die einhergehende Bedeutung unterlag in der altägyptischen Geschichte einem mythologischen Wandel, da die Bezeichnung Rechit später auf alle „Untertanen“ als Oberbegriff angewendet wurde.

## „Rechit“ als Personen- und Volksbezeichnung

### Etymologie
Der Kiebitz überwintert als Zugvogel von Ende Oktober bis Ende März in Siwa, Alexandria, Fayum, Bubastis, Pithom und im nördlichen Sinai. Das Flugbild des Kiebitzes ist charakteristisch und nicht zu verwechseln. Kiebitze fliegen mit lockeren, gemächlichen Flügelschlägen, die Flügel selbst sind auffällig breit und gerundet. Durch die im Flug blinkende schwarze Ober- und weiße Unterseite kann man fliegende Kiebitztrupps schon aus weiter Entfernung bestimmen. Die Benennung der Bewohner dieser Gebiete wurde im übertragenen Sinn zunächst als Spottname verstanden.

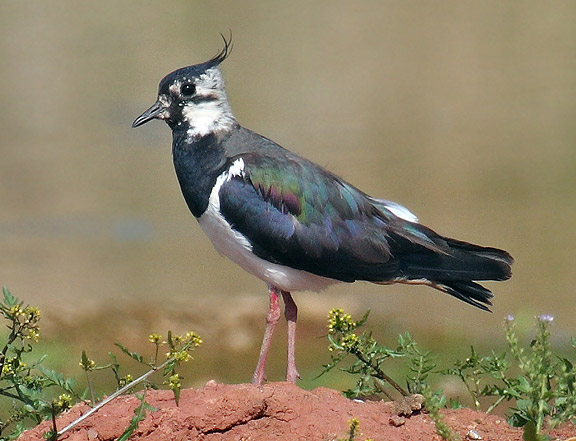
Kiebitz (Vanellus vanellus)

Die Altägypter sahen im Kiebitz durch sein „langsam taumelnd-flatterndes Herdenflugverhalten“ mit dem typischen langgezogenen Ruf „pliit“ einen „tollpatschigen Klagevogel im Schlamm“.
| G23 |

| G23 |

### Herkunft
Den Bewohnern Oberägyptens war die Erscheinungsform des Kiebitzes unbekannt, da der Kiebitz nicht bis in die Regionen um Abydos zog. In der Weltkammer des Sonnenheiligtums von Niuserre wird der Kiebitz daher als „Vogel aus Qebehu“ beschrieben. Dem zugehörigen Volk der Rechit stand in der Frühzeit zumeist das oberägyptische Volk der Pat gegenüber, das sich selbst als „Volk des Seth und des Kenmet“ verstand. In kriegerischen Auseinandersetzungen trugen die Unterlegenen auch die Bezeichnung „Rechit“, weshalb sie auch als rechtmäßige Untertanen angesehen wurden. So geht beispielsweise im Zusammenhang der Henmemet des Alten Reiches der Sonnengott Re siegreich gegen das Volk der Rechit vor.

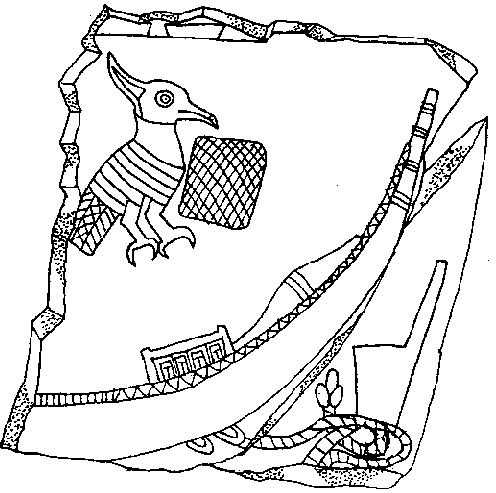
Gefesselter Rechit mit Käfig (Kiebitzpalette)

Die von Alan Gardiner vorgenommene Übersetzung mit der ausschließlichen Bedeutung „untere Klasse, Rebellen, Besiegte, Feinde Ägyptens“ wurde zwischenzeitlich modifiziert, da der Ausdruck Rechit mehrdeutig verwendbar war. In der frühdynastischen Periode bezeichnete „Rechit“ zumeist die Feinde Ägyptens sowie Gefangene und Untertanen. In der östlichen Region von Sais wurde das Bruchstück einer Barken-Schieferpalette gefunden, die in die Zeit der Könige Skorpion II. und Ka (um 3100 v. Chr.) datiert wird. Aufgrund der detaillierten Darstellung eines Kiebitzes, der auf dem Bootsdeck mit dem Determinativ eines Käfigs über dem Bug abgebildet ist, wird der Fund „Kiebitzpalette“ genannt. Der Herkunftsort konnte bislang jedoch nicht ermittelt werden.
Auf der alten „Weltkarte der Ägypter“ waren die „Wohnsitze der Kiebitze“ auf die Regionen in und um Unterägypten beschränkt. Mit Beginn des Alten Reiches erfolgte die Bedeutungserweiterung des Begriffs „Rechit“ als Bezeichnung der „Bauern“, „Handwerker“ und „Bürgerlichen ohne besonderen Stand“. In der Ägyptologie wird daher die Frage diskutiert, ob die Rechit von jeher im Nildelta beheimatet waren oder sich dort erst später ansiedelten. Aufgrund der verstreuten Rechit-Wohnorte wird verständlich, warum die Kiebitzleute nicht nur unter Djoser teilweise zu den feindlichen Neun-Bogen-Völkern gezählt wurden.

### Darstellungen

Sethos I. (Rechit in der Hand).

In den ägyptischen Tempeln waren die Rechit zusammen mit den zwei anderen Bevölkerungsschichten der Pat und Henmemet als mythologisch dreigeteiltes Sozialsystem der altägyptischen Weltordnung abgebildet. Ergänzend standen „Ausländer und Feinde“ in der Tempeldekoration als Pendant für das Chaos. Der König vereinte in Darstellungen beide Aspekte der altägyptischen Mythologie, weshalb er einerseits „auf den Besiegten stehend“ oder „mit dem Volk in seiner Hand“ sehr häufig zu sehen ist. Die auf den Rechit stehenden Statuen der jeweiligen Könige unterstreichen das „königliche Beherrschungsmotiv über die Rechit“ in ihrer Rolle als „zugehöriger Bestandteil zu den Neun-Bogen-Völkern“; beispielsweise liegen die Kiebitze unter Tutanchamuns Füßen. Dieses Motiv wurde ebenso bis in die Spätzeit aufrechterhalten, wie das von Amenophis III. und seiner Gemahlin Teje, die gemeinsam unter einem Baldachin sitzend auf vierzehn Rechitdarstellungen thronen.
Als „Symbol der dienenden ägyptischen Bevölkerung“ hielten die Könige die Rechit fest umklammert in ihren Händen. An der westlichen Wand der zweiten Hypostylhalle im abydenischen Totentempel ist ein Relief von Sethos I. angebracht, auf dem Sethos I. während der Krönung vor Amun-Re mit der Henukrone niederkniet, um von Amun-Re als rechtmäßiger König von Ägypten ernannt zu werden. Als weitere Insignien sind das Nemes-Kopftuch und die blaue Krone Amuns zu sehen, die ebenfalls zum Königsornat gehören, wobei die blaue Farbe der Amun-Krone den Himmel repräsentiert. In der linken Hand hält Sethos I. einen Rechit-Kiebitz als Zeichen, dass alle Menschen in Ägypten unter seiner Herrschaft stehen. In seiner rechten Hand befindet sich das Chepesch-Schwert und die gebogene „Kriegsaxt“, die Sethos I. von Amun-Re überreicht bekommt, um seine Siege in jeder Schlacht zu gewährleisten.

## Frühdynastische Periode und Altes Reich

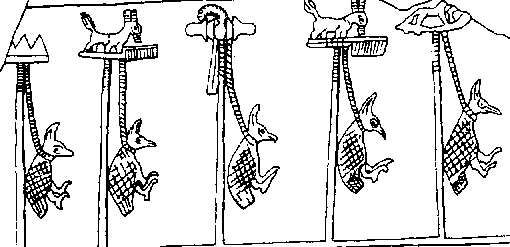
Rechitdarstellung auf dem Keulenknauf des Skorpion II.

Auf dem aus Kalkstein bestehenden „Keulenknauf des Skorpion II.“ sind aufgehängte Rechit zu sehen. Diese Szene wird zumeist als Skorpions Sieg über das Kiebitzvolk interpretiert. Allerdings können die Rechit-Standarten auch symbolisch für die Kontrolle Skorpions über verschiedene Gebiete Ägyptens stehen, ohne dass es zu einer kriegerischen Auseinandersetzung gekommen sein muss. Ergänzend ist das Anlegen von Bewässerungsgräben oder Kanälen durch Skorpion und anderen Personen zu erkennen. Wolfgang Schenkel konnte die genauen Umstände jener Arbeiten nicht näher bestimmen.

Auf dem Annalenstein der 5. Dynastie werden die Rechit unter König Den (1. Dynastie) zweimal erwähnt, wobei aus dem vierten Regierungsjahr nur eine Lesung des „Volkes der Rechit“ in einem sonst unklaren Zusammenhang vorgenommen werden konnte. Im 31. Regierungsjahr spielen die Rechit beziehungsweise ihre Siedlungsgebiete in Verbindung einer von König Den durchgeführten Verwaltungsaktion eine Rolle. Der Ägyptologe Wolfgang Helck übersetzte 1987 die schwierige Textpassage mit „Planen(?) und Graben der westlichen und östlichen Kanäle (durch) das Gebiet der Rechit“. Dieser Lesung schloss sich 1994 auch Rolf Gundlach an.
| N37 |

| N37 |

| N36 |

| N36 |

| V23 |

| V23 |

| F30 |

| F30 |

Im Gesamtkontext passt Helcks Annahme wiederum sehr gut, da zuvor von König Skorpion II. und später im Alten Reich derartige Kanalbauarbeiten belegt sind. Toby Wilkinson legte 2000 eine gegenüber Helck leicht abgeänderte Übersetzung bezüglich des 31. Regierungsjahres von Den vor, die sich an die vorgegebenen Hieroglyphen hielt: „Organisation? der landwirtschaftlichen Betriebe? des nordwestlichen Deltas (Rechit) und aller Menschen im östlichen Delta.“ Wilkinson bemerkte zu seiner Lesung, dass sie ebenfalls nur als Interpretation anzusehen sei. Frühere Übersetzungen als „landesweite Volkszählung“ können jedoch ausgeschlossen werden.
Anedjib (um 2910 v. Chr.) vermerkte im Jahr nach seinem Sedfest eine erneute gewaltige Überflutung durch die Nilschwemme, die alle nordwestlichen Gaue erfasste und unter dem Volk der Rechit eine Massenseuche auslöste. Als früheste Darstellung der Rechit im Alten Reich gilt eine Statue in der Anlage der Djoser-Pyramide (3. Dynastie), die drei Rechit-Vögel mit ihren Flügeln unter den Füßen Djosers in Verbindung der „Neun-Bogen-Völker“ zeigt. 
| G24 |

| G24 |

 Dieses Motiv ist Bestandteil der Herrschaftsattribute des Königs und soll seine Macht über Ägypten und deren Nachbarregionen ausdrücken.

## „Rechit“ als handelnde Gottheit
Mit dem Niedergang des Alten- und Beginn des Mittleren Reiches veränderte sich die Stellung des Königs, der in früheren Zeiten „über dem Volk“ stand und nach der ersten Zwischenzeit als „König im Volk“ fungierte. Er sah sich nun in der Rolle des „Hirten seines Volkes“ als Garant der Sicherheit, der „seine Herde“ und die Weltordnung schützte. Der König bekleidete insofern gegenüber Amun-Re beziehungsweise Re eine „befehlsempfangende Position“, die symbolisch der vorherigen „Rechit-Mythologie“ entsprach.
In der „Götterwelt“ vollzog sich ein ähnlicher Wandel. Im Alten Reich war eine Topografie des Jenseits für nichtkönigliche Verstorbene überflüssig, da einzig der König den Himmelsaufstieg vollzog. Mit Beginn des Mittleren Reiches entstanden genauere Vorstellungen des Jenseits, das nun auch nichtköniglichen Personen zugänglich war. Für die Begleitung der Toten und Verehrung von Himmelsgottheiten waren neue Schutz- und Hilfsgötter notwendig, denen logistische und rituelle Aufgaben zugewiesen wurden. Die Rechit-Gottheit hatte eine kultbegleitende Funktion und übernahm in diesem Geflecht hauptsächlich eine „Götter und König anbetende“ Position, die sich aus der zuvor den Rechit zugewiesenen Aufgabe als „Untertanen“ sowie „dem König dienend“ ableitete.

### Mythologische Verbindungen
Da die Kiebitze zu den Zugvögeln gehören, die in Qebehu überwinterten, ergibt sich unter Bezugnahme auf das Aussehen des Ba in Verbindung der „Vögel aus Qebehu“ ein Zusammenhang mit der Ba-Seele als Gleichsetzung mit den Ba-Vögeln. Die Erwähnung der Nahrung hat Parallelen zu den Bas in der Flammeninsel der 56. Szene im Pfortenbuch, die dort das Kraut/Gemüse (semu) ebenfalls als Verpflegung bekommen. Die Heimat der Kiebitze wurde mit der Bezeichnung „von den fernen (kühlenden) Gewässern (des Himmels) kommend“ überliefert. Eine wörtliche Übersetzung hinsichtlich der mythologischen Verwendung ist jedoch nicht möglich.
Bereits im Alten Reich galt die Region „der (kühlenden) Gewässer (des Himmels)“ als über der Göttin Nut liegendes Gebiet sowie als „geballte Finsternis“ und „oberer Himmel des Nun“, dessen Bereich nach dem Verlassen der Randzone „Rücken der Nut“ beginnt. In dieser Ur-Finsternis befinden sich weder Sterne noch andere Himmelskörper, sondern das Nichts, in welchem einzig „die Urgewässer des Nun“ beheimatet sind. Der Himmel selbst befand sich nach altägyptischer Vorstellung am Leib der Himmelsgöttin Nut, die sich auf Fingerspitzen und Füße gestützt bogenförmig über die Erde beugte.
Die Gottheit Rechit ist erst seit dem Mittleren Reich belegt. Etwa aus der gleichen Epoche datieren die ersten Erwähnungen der Gottheit Pat. Im Neuen Reich verkündete der Verstorbene der Gottheit Rechit die Worte des Sonnengottes Re. Rechit trat zudem in weiteren Nebenformen auf, beispielsweise als schlangenköpfiger 37. Richter des Totengerichts („Wedj-Rechit“), der die Verstorbenen überprüfte, ob sie in ihrem Leben jemals gegenüber einer Gottheit beleidigend auftraten. Gemeinsam mit der Gottheit Pat verehrten die Rechit das neugeborene Götterkind sowie die Gottheit Amun. Ergänzend wird erwähnt, dass Rechit und Pat den Verstorbenen „nicht schädigen konnten“.
In der griechisch-römischen Zeit wurden die Federn von Rechit symbolisch als Haare den Verstorbenen übergeben, der wiederum die Rechit als eine Gruppe ansah, die eine am Hals befindliche „Peri-Binde“ trug, während die „Pat-Menschen mit einer Areq-Binde auf dem Kopf“ gekennzeichnet waren. Als Göttertriade gehörten „Henmemet, Pat und Rechit“ wahrscheinlich zu den besonders verehrten Gottheiten in Edfu. Osiris trat in der Nebenform „Sau-Rechit (S3w-Rhjt)“ als schützende Gottheit der Rechit im 18. oberägyptischen Falkengau auf.

### Darstellungen und deren Bedeutung
Ikonografisch trat die Gottheit Rechit zunächst als Gruppe von drei knienden Personen in Jubelhaltung auf, die ihren Arm erhoben haben. Ab dem Neuen Reich zeigte sich die Gottheit Rechit als Gemeinschaft von bis zu sechs Kiebitzen, die jeweils mit erhobenen menschengestaltigen Armen auf einem Nest sitzend andere Gottheiten anbeten.
Die Rechitdarstellungen in den verschiedenen Tempeln wurden teilweise direkt mit dem früheren Rechit-Volk in Verbindung gebracht, das in den Tempeln szenarisch stellvertretend für das altägyptische Volk stand und zusätzlich als „Platz zuweisendes Zeichen“ für Analphabeten diente. Aus diesen Vermutungen entstand die Schlussfolgerung, dass überall dort, wo sich die Rechitsymbole befanden, das altägyptische Volk bei feierlichen Anlässen zugegen war und die Zeremonien begleitete. Die Rechitbildelemente sind jedoch auch in solchen Räumlichkeiten zu sehen, zu denen nur die Priesterschaft Zugang hatte.
Kenneth Griffin konnte in einer eingehenden Studie frühere Interpretationen des komplexen Beziehungsgeflechts widerlegen und sieht es als wahrscheinlich an, dass die Rechitdarstellungen die ägyptische Bevölkerung als „kultunterstützendes Bühnenbild“ zeigen, das nicht direkt auf die jeweiligen Festakte bezogen war, sondern als „göttliches Zustimmungsritual“ eingesetzt wurde. Karin Stephan, die den Überlegungen Griffins zustimmt, sieht in der Rechit-Symbolik ergänzend eine magische Zeremonie, die vornehmlich der Gottheit Amun-Re galt und die „Wünsche der Untertanen“ für das „Wohlergehen Amun-Res“ ausdrücken soll.

#### Hatschepsut

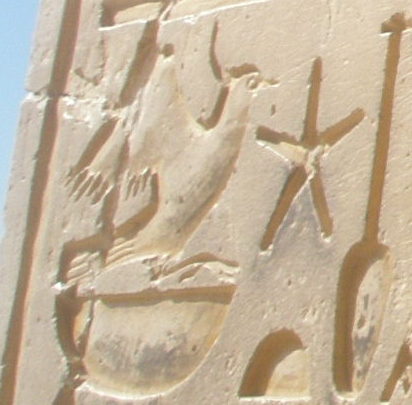
Rechitdarstellung
(Totentempel der Hatschepsut)

Die ältesten erhaltenen Darstellungen des göttlichen Rechit-Symbols befinden sich im Totentempel der Hatschepsut. In der Eingangshalle der roten Kapelle von Hatschepsut zieht sich über die gesamte Nordwand ein schmaler Dekorationsstreifen mit Symbolen der Rechit, die unter anderem Hatschepsut als „ihre Herrin preisen“ sowie in gleicher Haltung in Richtung des Sanktuars den „Götterkönig Amun-Re“ anbeten. Die weiteren Darstellungen der Rechit in der Eingangshalle werden hinsichtlich der Deutung in der Ägyptologie unterschiedlich ausgelegt. Einerseits werden die Rechit hier teilweise als Symbol für das „gesamte ägyptische Volk“ verstanden, andererseits spricht das Dekorationsprogramm eher für die traditionelle Verbindung als „unterworfene Bewohner Unterägyptens“, wenn sich auf der Südwand die vermutete Darstellung der „Pat“ befunden haben sollte.
Der auf der nördlichen Seite der Ostwand erhaltene Rechit-Hymnus an Amun war wahrscheinlich auf allen Querwänden der Eingangshalle vorhanden, da sich zwei noch erhaltene Texte ebenfalls im Sanktuar auf der Nord- und Südseite befinden:

„Alles Leben, alle Dauer und alles Glück, alle Gesundheit und alle Freude; alle Länder und Fremdländer sind zu Füßen Amuns, Herr der Throne beider Länder, den alle Rechit preisen, denn sie leben (durch ihn) für eine Million von Millionen (von Jahren) für (alle) Ewigkeit.“

#### Amenophis II.

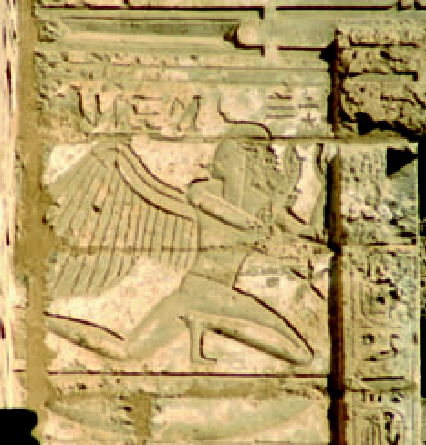
Rames III. als betender Rechit

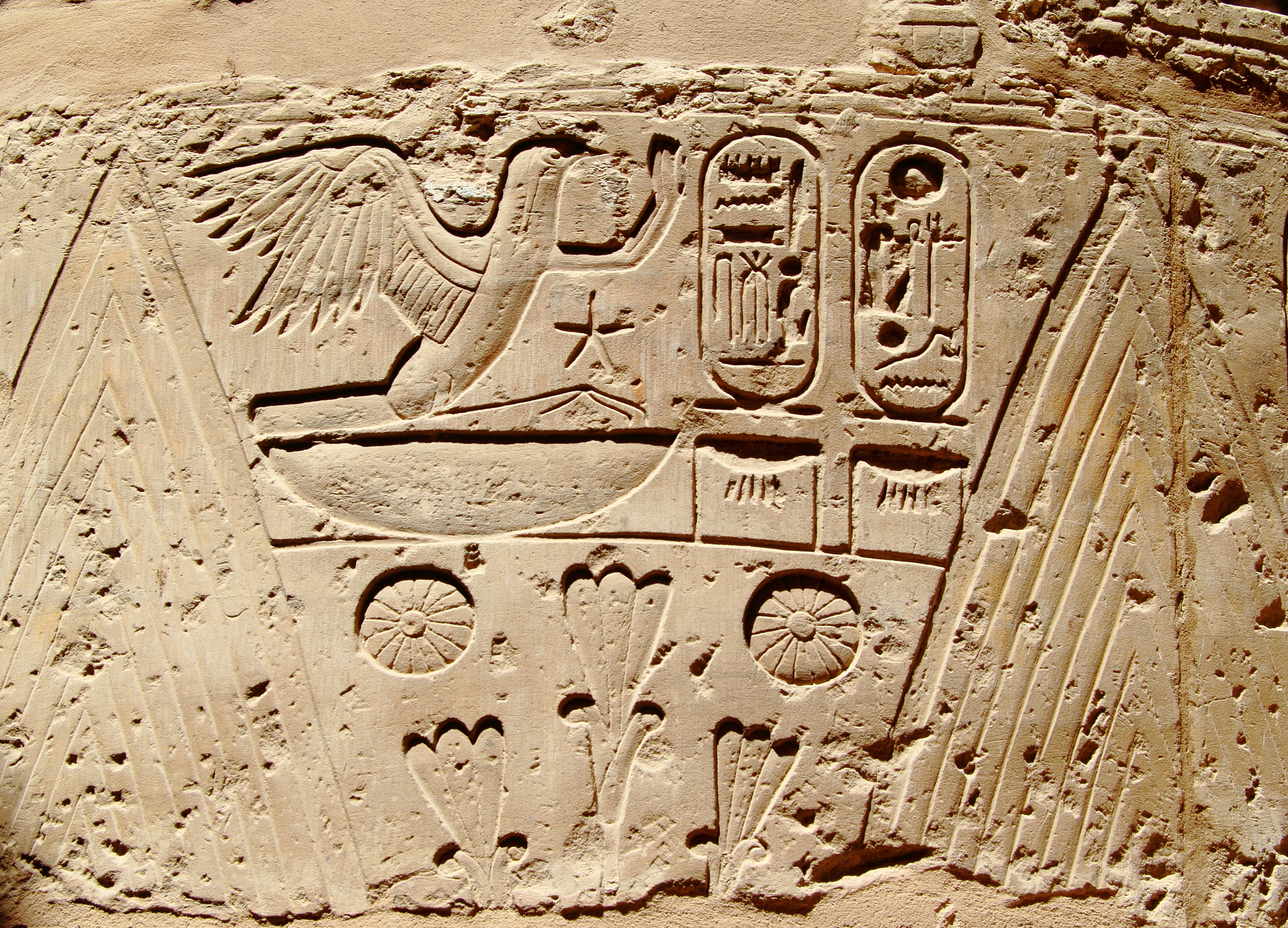
Ein Rechit verehrt die Königstitulatur von Pharao Ramses II.

Auf dem Vorhof vom Chnum-Tempel in Elephantine, den Amenophis II. dem Nilquellen- und Schöpfungsgott stiftete, befindet sich eine Inschrift, in der die Rechit erwähnt werden: „Er (Amenophis II.) errichtete diesen Tempel für seinen Vater Chnum, der in Elephantine wohnt. Die Festhalle wurde erbaut, damit alle Rechit-Menschen sehen, was er für Chnum getan habe“. Die Rechitdarstellungen befinden sich auch hier, wie zumeist bei den untersuchten Säulenhallen, nicht nur im Eingangsbereich, sondern auch in anderen inneren Räumen.

#### Ramses III.
Im Totentempel von Ramses III., den er in Medinet Habu noch zu Lebzeiten errichtete, ist die auffälligste Rechit-Abbildung aller Tempel zu sehen. An der oberen Außenseite der Wand des Migdol-Eingangstores ließ sich Ramses III. als Rechit in betender Haltung darstellen; ergänzt mit den königlichen Insignien Nemes-Kopftuch und göttlichem Bart sowie Stier-Attribut und Königsschurz.

#### Augustus
Augustus ließ im Mammisi von Philae eine Darstellung des Hor-pa-chered vor drei knienden Rechit-Menschen anbringen:

„Worte zu sprechen: Schweigt viermal und jubelt viermal, alle Rechit-Menschen, lasst uns kommen in Jubel, damit ihr den Sohn des Osiris (Hor-pa-chered) seht, indem er euer Herr und euer Fürst ist.“